# Dánae (Mabuse)
Dánae  es una pintura al óleo sobre tabla, de Jan Gossaert conocido como Mabuse, datada en 1527 y conservada en la Altas Pinakothek de Múnich. Está firmada, simulando estar esculpida en el escalón a los pies de Danae, con la inscripción IOANNES MALBODIVS PINGEBAT 1527.

## Historia
La obra estuvo quizás en las colecciones de Rodolfo II en Praga. En 1748 está documentada en la galería del Electorado, confluyendo luego en la Altas Pinakothek.

## Descripción y estilo
En una suntuosa arquitectura en hemiciclo, que recuerda las construcciones en perspectiva del arte italiano, Dánae está sentada sobre un cojín rojo levantando su túnica azul para recibir la lluvia de oro en la cual se ha transformado Júpiter, para poseerla y fecundarla (así nacerá el héroe Perseo). La hermosa joven, según el mito griego, había sido recluida en una torre por su padre Acrisio de Argos al saber por el oráculo de Delfos que acabaría muerto por su nieto. Más allá de las columnas de mármol veteado se ven los altos edificios de una ciudad, renacentistas con resabios góticos. Aunque Mabuse buscaba el clasicismo que había visto y conocido en un viaje a Roma, la estructura de la obra sigue siendo flamenca.
El artista, a pesar de inspirarse en los italianos, se diferencia también de las análogas representaciones subalpinas del tema (la Dánae de Correggio o la de Tiziano), en que la joven no está ni desnuda ni acostada, pero a pesar de ello aparece más sensual que nunca, no tanto por el pecho descubierto, sino por las piernas expuestas, sobre las cuales la luz incide con insistencia y realismo. Sobre sus cabellos rojizos, ceñidos por una tiara de perlas coronada por un rubí, un velo transparente que simboliza su pureza y virginidad.
Obra madura del artista, se caracteriza por un color esmaltado, frío y liso, y una paleta reducida, si bien encendida por algunas fuertes manchas de color que atraen la mirada del espectador, como el azul ultramarino del manto de la muchacha y el rojo sanguíneo de las columnas de granito. La blancura reluciente de la joven, parecida a cerámica vidriada, parece tejer un diálogo con la arquitectura.
La disposición teatral de la escena está subrayada también por la presencia en primer plano de una especie de friso superior arriba y de un escalón abajo, que crean una especie de marco con las columnas y los plintos tras la figura. Sobre el escalón se encuentra la firma del artista y la fecha. La lluvia, que parece entrar desde los óculos sobre la semicúpula, está formada por un abundante polvillo dorado.